# Nyctemera persecta
Nyctemera persecta là một loài bướm đêm thuộc phân họ Arctiinae, họ Erebidae.